# Zespół Dyggve-Melchiora-Clausena
Zespół Dyggve-Melchiora-Clausena (choroba Dyggve-Melchiora-Clausena, ang. Dyggve-Melchior-Clausen syndrome, Dyggve-Melchior-Clausen disease, DMC) – rzadki zespół wad wrodzonych należący do grupy dysplazji kręgosłupowo-przynasadowych, o dziedziczeniu autosomalnym recesywnym. Do tej pory opisano około sześćdziesięciu przypadków choroby. Zespół charakteryzuje się zahamowaniem wzrostu, krótkim tułowiem, wystającym mostkiem, mikrocefalią i opóźnieniem umysłowym w stopniu od łagodnego do ciężkiego. Podobnym zespołem jest dysplazja Smitha-McCorta (OMIM#607326), będąca schorzeniem allelicznym: obydwie choroby wywoływane są przez mutacje w genie DYM w locus 18q12-q21.1, kodującym białko dymeklinę o niepoznanej dotąd funkcji.
Chorobę opisali jako pierwsi Duńczycy: pediatra i psychiatra Holger Victor Dyggve, biochemik Jørgen Clausen i pediatra Johannes Christian Melchior. Ich pacjentami była trójka dzieci ze związku spokrewnionych ze sobą mieszkańców Grenlandii (wuja i siostrzenicy). Wskazali oni na cechy podobne w zespole Morquio i zespole Hurler, z czasem okazało się jednak że jest to odrębna jednostka chorobowa i przyjęła się na jej określenie nazwa zespołu honorująca trzech uczonych. Kolejne opisane przypadki pochodziły m.in. z Libanu, gdzie zespół rozpoznano u sześciu marokańskich Żydów i dwóch Arabów z Gazy, z Afryki Południowej i Gruzji.